# Хейврил
Вижте пояснителната страница за други значения на Хейвърхил.
Хейврил (на английски: Haverhill) е град в окръг Есекс, Масачузетс, Съединени американски щати. Разположен е на река Меримак. Населението му е 60 879 души (по приблизителна оценка от 2017 г.).

## Известни личности
Родени в Хейврил
- Роб Зомби (р. 1965), музикант
- Джеймс Ротман (р. 1950), биохимик